# Grčka umjetnost
Grčka umjetnost je umjetnička produkcija Grka i umjetnost na području Grčke.

## Antička umjetnost

### Egejska Grčka
Poslije propasti brončanodobnih kultura (kikladske i kretsko-mikenske u III. I II. tisućljeću prije Krista) dolaskom Dorana na središnje područje Balkanskog poluotoka, otoke Jonskoga i Egejskoga mora i duž obala Male Azije (tijekom 10. i 9. st. pr. Kr.) razvila se helenska umjetnost.
Kolonizacijom od 8. st. pr. Kr. Grčka se umjetnost proširila na gotovo čitav obalni pojas Sredozemlja i neka područja Crnog mora.

### Antička Grčka
Grčka je početkom 2. st. pr. Kr. Došla pod vlast Rimljana, potom je pod imenom Ahaja postala provincijom Rimskog Carstva, a potkraj 4. stoljeća bila je u sklopu Istočnorimskog odnosno Bizantskog carstva. Grčka umjetnost je snažno utjecala na razvoj rimske i bizantske umjetnosti, a preko njih i na kršćansku umjetnost Zapada koja je u renesansi, a poslije i neoklasicizmu, doživjela svoju obnovu.
Kasnorenesansni (maniristički) slikar, koji je veći dio života proveo u Španjolskoj, Dominikos Theotokopulos, zvan El Greco (oko 1541. – 1614.), isprva je na Kreti radio ikone u duhu bizantske slikarske tradicije.

## Novogrčka umjetnost
U prvoj polovici 19. st. novogrčka umjetnost je bila pod utjecajem zapadnoeuropske umjetnosti. Godine 1836. u Ateni je osnovana Umjetnička akademija, an kojoj je isprva preovladavao akademizam münchenskih studenata Nikiforosa Lytrasa (1832. – 1904.) i Nikolausa Gyzisa (1842. – 1901.), potom plenerizam Konstantinosa Volonakisa (1837. – 1907.), a od druge polovice 19. st. svi suvremeni europski smjerovi.
U arhitekturi je isprva vladao neoklasicizam (Zgrada sveučilišta u Ateni), potom historicizam (osobito neogotika i neobizantski stil).
Utemeljenjem poli-tehničke škole u Grčkoj je od 1887. djelovao veći broj domaćih graditelja koji su u svjetovnom graditeljstvu rabili antičke i renesansne, a u crkvenome bizantske elemente.
Od sredine 20. st. grčki su arhitekti gradili u duhu moderne europske arhitekture, a najznačajniji su: Dimitris P. Pikionis (1887. – 1968.), Aris Konstantinidis (1913. – 1993.), Aleksandros N. Tombazis (1939.-).
Mnogi grčki likovni umjetnici su se afirmirali u svjetskim umjetničkim središtma, istaknuto mjesto zauzimaju Takis (1925.-), Kostas Coklis (1930.-) i Konstantin Ksenakis (1931.-) u Francuskoj, a Vardea Mavromichali Chryssa (1933.-) i Luksa Samaras (1936.-) u SAD-u.

## Vanjske poveznice
- F. B. Tarbell, Povijest Grčke umjetnosti, online book (engl.)
- Nacionalna galerija u Ateni (engl.)